# José Luis Sánchez Besa
José Luis Sánchez Besa (Santiago, Chile, 13 de febrero de 1879-París, Francia, 2 de marzo de 1955) fue un abogado, piloto civil, diseñador y constructor de aviones chileno. Se convirtió, en 1909 y junto a Emilio Edwards Bello, en el primer chileno en despegar en un avión.

## Biografía
Nacido en Santiago en 1879, se trasladó a Francia cuando era joven en donde conoció a Emilio Edwards Bello. Juntos le compraron dos aviones a Gabriel Voisin, en los cuales protagonizaron el primer despegue chileno en 1909, en el Primer Encuentro Universal Aeronáutico de Reims, lo que les valió ser invitados a volar a Berlín y Hamburgo.
Luego de que Edwards volviera a Chile, Sánchez Besa fundó la academia L'Espace y una gran fábrica de aviones, los cuales fueron utilizados por la aeronáutica militar chilena en su primera etapa. Durante la Primera Guerra Mundial su fábrica se le fue entregada al gobierno francés.
En 1950 recibió la Medalla al Mérito Aeronáutico, por su contribución a la aviación francesa. Murió en París de un ataque al corazón en 1955.

## Obras

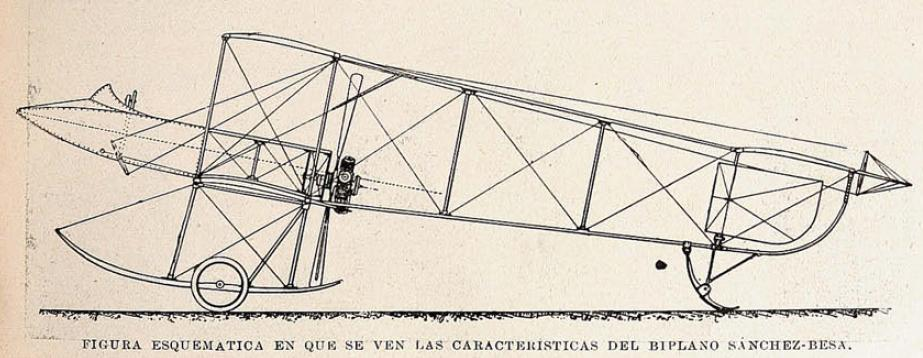
Esquema de un Aeroplano Sánchez Besa.

José Luis Sánchez Besa, insigne y conocido piloto y constructor de aviones chileno avecindado en  París,  a comienzos del siglo XX. Fue un bohemio inveterado que va a autoexiliarse en París. 
Protagonista destacado en los inicios de la aviación mundial, desarrollará una fructífera amistad con  Alberto  Santos  Dumont, padre de la aviación mundial, y participará activamente en el primer vuelo del brasileño en 1906, asimismo será uno de los precursores del hidroavión, como así, el primero en usar perfiles de acero en la construcción de sus aeroplanos.
Sánchez Besa, fue el primer chileno junto a Emilio Edwards Bello, en volar en aeroplano en 1909. Llegó a tener cuatro fábricas con 5000 operarios franceses. Ganó más de 15 grandes premios aeronáuticos en Europa y construyó más de 3000 aviones, vendiéndolos en prácticamente todo el mundo. 
Dentro de sus innumerables méritos, Sánchez Besa contaba con aquella extraordinaria capacidad de reinventarse en la adversidad, logrando sobreponerse a pérdidas radicales, dolores profundos y, además, en otro país. Será parte de aquellos poetas del aire que surcarán los cielos a comienzos del siglo XX. Formará parte de aquella juventud dorada latinoamericana avecindada en París a comienzos del siglo XX y que brillará con luces propias en beneficio del mundo.